# Campionati del mondo di ciclismo su strada 1986
I Campionati del mondo di ciclismo su strada 1986 si disputarono a Colorado Springs, negli Stati Uniti.
Furono assegnati quattro titoli:
- Prova in linea Donne, gara di 61,6 km
- Prova in linea Uomini Dilettanti, gara di 169,4 km
- Cronometro a squadre Uomini Dilettanti, gara di 100 km
- Prova in linea Uomini Professionisti, gara di 261,8 km

## Medagliere
| Pos.  | Nazione          | Oro | Argento | Bronzo | Totale |
| ----- | ---------------- | --- | ------- | ------ | ------ |
| 1     | Italia           | 1   | 1       | 1      | 3      |
| 1     | Paesi Bassi      | 1   | 1       | 1      | 3      |
| 3     | Francia          | 1   | 1       | 0      | 2      |
| 4     | Germania Est     | 1   | 0       | 1      | 2      |
| 5     | Stati Uniti      | 0   | 1       | 0      | 1      |
| 6     | Unione Sovietica | 0   | 0       | 1      | 1      |
| Total | Total            | 4   | 4       | 4      | 12     |

## Sommario degli eventi
| Eventi                        | Oro                                            | Tempo                      | Argento                                  | Tempo | Bronzo                                    | Tempo |
| Uomini Professionisti         |                                                |                            |                                          |       |                                           |       |
| Gara in linea dettagli        | Moreno Argentin Italia                         | 6h32'38" Media 40,007 km/h | Charly Mottet Francia                    | a 1"  | Giuseppe Saronni Italia                   | a 9"  |
| Uomini Dilettanti             |                                                |                            |                                          |       |                                           |       |
| Gara in linea dettagli        | Uwe Ampler Germania Est                        | ?                          | John Talen Paesi Bassi                   | ?     | Arjan Jagl Paesi Bassi                    | ?     |
| Cronometro a squadre dettagli | Paesi Bassi Cordes, De Vries, Talen, Harmeling | ?                          | Italia Poli, Podenzana, Scirea, Vanzella | ?     | Germania Est Ampler, Raab, Kummer, Radtke | ?     |
| Donne                         |                                                |                            |                                          |       |                                           |       |
| Gara in linea dettagli        | Jeannie Longo Francia                          | ?                          | Janelle Parks Stati Uniti                | ?     | Alla Jakovleva Unione Sovietica           | ?     |